# Áureo

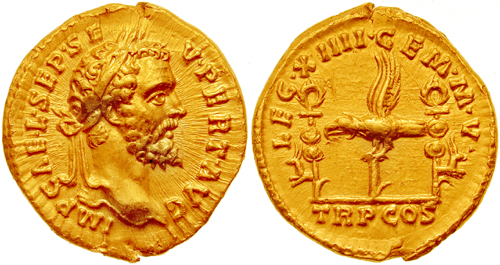
Áureo cunhado em 193 por Septímio Severo para celebrar a Legião XIV Gemina Martia Victrix, que o proclamara imperador.

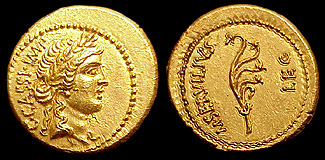
Aureus, verão de 42 a.C., com busto de Gaius Cassius Longinus, pesando 8,04g.

O áureo (aureus, em latim, plural aurei) era uma antiga moeda romana de ouro, equivalente a 25 denários de prata. O áureo foi emitido regularmente desde o século I a.C. até o início do século IV d.C., quando foi substituído pelo soldo (solidus). O áureo tem aproximadamente as mesmas dimensões do denário mas é mais pesado, devido à maior densidade do ouro.
A partir da época de Júlio César, o áureo passou a ser cunhado com mais freqüência. César também padronizou o peso da moeda: 1/40 da libra romana (ou seja, c. de 8 gramas). Durante o reinado de Nero, o peso do áureo foi reduzido para 1/45 da libra.
Após o reinado de Marco Aurélio, a produção do áureo declinou e, com Caracala, o seu peso foi mais uma vez reduzido para 1/50 da libra.
O áureo foi substituído pelo soldo em 309 d.C., durante o reinado de Constantino. O soldo apresenta um diâmetro maior e é menos espesso do que o áureo.